# イチキップリン
イチキップリン（1982年2月28日 - ）は、日本のお笑い芸人。本名は一木 陵平（いちき りょうへい）。

## 来歴
- 福岡県飯塚市出身、身長170 cm、体重75 kg、血液型はA型。
- 中学の同級生・犬塚裕大と共にNSC東京11期生として入学し、ハンマミーヤを結成。
- NSCの同期には、チョコレートプラネット、シソンヌ、パンサー向井慧、エド・はるみ、シマッシュレコード嶋田、タモンズ、夫婦のじかんなどがいる。
- 2016年4月3日のライブを持ってコンビを解散。
- コンビ解散後は、ピン芸人「イチキップリン」として活動。
- パンサー尾形の尾形軍団のメンバーの一人である。

## 人物
- 特技はモノマネ[1]（自称レパートリーは6億)、トランプ飛ばし、唇を白くする。
- 小学生の頃、ソフトボールでセカンドゴロがホームランになったことがあるのが自慢。
- 玉城泰拙（セブンbyセブン）、伊藤こう大（こりゃめでてーな）を加えた3人ユニット「ものまね三銃士」としても活動している[2]。
- DB芸人としてドラゴンボールのキャラクター「ジレン」としても活動している[3]。
- 『踊る大捜査線』が大好きで、同ドラマのスピンオフ映画『交渉人 真下正義』にて、素人時代にエキストラ出演している。

### エピソード
- 2022年、第1回「お笑いゲームネタNo.1決定戦 ゲームネタグランプリ」に3人ユニット「ものまね三銃士」で出場して、優勝を果たした[4]。
- 『しくじり先生 俺みたいになるな!!』の企画で開催されたハリウッドザコシショウが審査員長を務める大会「ネクストハリウッドザコシショウになれる可能性があ〜る−1グランプリ」で、サザエさんのキャラクターである「アナゴさん」を誇張したネタを披露し、優勝に輝いた[5][6]。

## 芸風

### ものまねレパートリー
- モノマネの主なレパートリーには石橋貴明、井上陽水、梅沢富美男、桑田佳祐、山下達郎、六角精児などがある。

## 受賞歴
- 2022年 第1回お笑いゲームネタNo.1決定戦 ゲームネタグランプリ 優勝[4]
- 2023年 第2回お笑いゲームネタNo.1決定戦 ゲームネタグランプリ 準優勝
- 2024年 第1回ネクストハリウッドザコシショウになれる可能性があ〜る−1グランプリ 優勝

## 出演番組
- 有田P おもてなす（NHK、2022年1月22日） - ジェラードンが『鎌倉殿の13人』に出演している小池栄子をゲストにユニットコントでおもてなす回にて出演。
- ものまねグランプリ（日本テレビ） - 六角精児のモノマネ、『SLAM DUNK』の湘北高校バスケ部5人を1人でモノマネするネタにて出演。
- 有吉の壁（日本テレビ、2022年2月16日） - 新企画「助っ人と壁を越えろ！」にて、パンサー尾形が呼んだ助っ人として出演。
- あらびき団（TBSテレビ）
- 有田ジェネレーション（TBSテレビ）
- 歌ネタゴングSHOW 爆笑！ターンテーブル（TBSテレビ） - パニーニ、コージー冨田と共に『タモリ倶楽部』内で放送されていたミニコーナー『空耳アワー』のパロディネタを行う。イチキップリンは安斎肇のモノマネで出演。
- 水曜日のダウンタウン（TBSテレビ）
  - 芸人が仕掛け人となり、制限時間5時間の間に何人の知人に対して、1000万円を受け取らせられるかという「1000万円を受け取ってもらうの逆に難しい説」にて出演。パンサー尾形が仕掛け人となり、尾形軍団である渡瀬瑞基、イチキップリン、囲碁将棋・根建太一にドッキリに仕掛けた。
  - 尾形がイチキップリンを食事に誘い出し、「頑張っているからご祝儀をあげる」と言って本物の1000万円を受け取ってほしいと申し出る。突然のことに驚きを隠せないイチキップリンだったが、受け取ろうとはしない。粘る尾形に対し、「まだ頑張らせてください。尾形さんのように自分でちゃんと稼げるようになるんで」「尾形さんが汗水流して稼いだお金を…俺、嫌っすよ」と語りながら涙を流して、頑なに受け取らない姿に、「お前は良いやつだな」と、思わず仕掛け人の尾形ももらい泣きしてしまい、ネタバラシに。感動的な展開に視聴者の反響も大きいものとなった。
- 森田一義アワー 笑っていいとも！（フジテレビジョン）
- いきなり日本を笑わせろ！（フジテレビジョン）
- ブラマヨ談話室～ニッポン、どうかしてるぜ！～（BSフジ）
- おはスタ（テレビ東京、2014年2月11日） - 『ひなこ姫を起こせ！』に出演　※ハンマミーヤ時代
- やりすぎコージー（テレビ東京）
- 新shock感（テレビ東京）
- ひらけ！パンドラの箱 アンタッチャブるTV（関西テレビ） - 尾形軍団として出演。
- まろに☆え〜るTV超（とちぎテレビ）